# Agave cantala
Agave cantala là một loài thực vật có hoa trong họ Măng tây. Loài này được (Haw.) Roxb. ex Salm-Dyck mô tả khoa học đầu tiên năm 1829.

## Hình ảnh

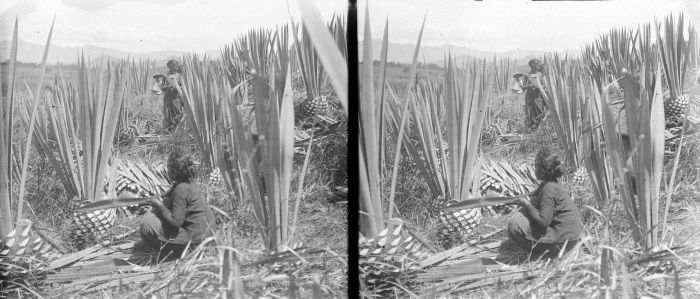